# 横山堅七
横山 堅七（よこやま けんしち、1916年9月22日 - 生没不明）は、日本のバスケットボール選手。1936年ベルリンオリンピックに出場した。

## 経歴
新潟県立新潟商業学校（現在の新潟県立新潟商業高等学校）に学び、強豪の籠球部（バスケットボール部）に所属した。早稲田大学に進み、バスケットボール部に所属。早稲田大学在学中、1936年ベルリンオリンピックに出場した。1938年には東洋選手権大会日本代表、1939年には来日したカナダのチーム（「ウェスターン軍」）と対戦した日本代表チームの一員となり、宗像卯一とともに年間最優秀選手に選ばれた。1940年には東亜競技大会の日本代表選手となる。
その後、日本鋼管に所属。戦後、池田博を日本鋼管に招いたほか、新潟から高橋修・高橋実らを招くなど、日本鋼管のバスケットボール部（のちのNKKシーホークス）の陣容を整え、2年余りにわたって94連勝という記録を打ち立てるチームの中心となった。